# Giovanni z Marignolli
Giovanni z Marignolli OFM, także Giovanni da San Lorenzo (ur. ok. 1290 we Florencji, zm. ok. 1359) − włoski misjonarz z Zakonu Braci Mniejszych, teolog, historyk, podróżnik, legat papieski, biskup.
Habit franciszkański przyjął w bazylice Świętego Krzyża we Florencji. Po ukończeniu studiów filozoficzno-teologicznych otrzymał własną katedrę na Uniwersytecie Bolońskim. Po wizycie poselstwa chińskiego na dworze papieskim w Awinionie w 1338 wraz z innymi franciszkanami został wysłany przez papieża Benedykta XII do Chin. Grupa opuściła Awinion w grudniu 1338. Dotarła do Neapolu 10 lutego 1339. W maju franciszkanie znaleźli się na dworze Andronika III Paleologa w Konstantynopolu, gdzie miało miejsce spotkanie z klerem prawosławnym. Z Konstantynopola poselstwo papieskie przez Krym dotarło do Saraju, gdzie przekazane zostały listy skierowane do Ozbega, chana Złotej Ordy. W 1342 Giovanni z Marignolli dotarł do Pekinu, gdzie gościł na dworze cesarskim. W 1353 franciszkanin powrócił do Awinionu. W 1354 został wybrany biskupem Bisignano w Kalabrii. Zaraz jednak osiadł na dworze cesarza Karola IV Luksemburskiego. Z polecenia władcy napisał Chronicon Bohemorum, w którym zawarł opis swojej podróży z licznymi szczegółami topograficznymi i etnograficznymi.